# Daepo-dong
Daepo-dong (koreanska: 대포동) är en stadsdel i staden Sokcho i Sydkorea. Den ligger i provinsen Gangwon i den norra delen av landet, 160 km nordost om huvudstaden Seoul. Stadsdelen består dels av ett samhälle nere vid havet, dels av ett bergsområde som utgör en del av Seoraksan nationalpark.